# راپانزل (دیزنی)
راپانزل (به انگلیسی: Rapunzel) شخصیتی تخیلی است که در گیسوکمند (۲۰۱۰) پنجاهمین فیلم انیمیشن بلند استودیوی انیمیشن والت دیزنی ظاهر می‌شود. مندی مور هنرپیشه و خواننده آمریکایی صداپیشگی او را برعهده دارد. راپانزل شاهدخت جوانی است که از میراث سلطنتی خود بی‌خبر است؛ او در کودکی توسط پیرزنی مغرور به نام مادر گاتل ربوده و در یک برج منزوی بزرگ می‌شود تا پیرزن با کمک توانایی‌های شفابخش موهای راپانزل برای همیشه جوان و زیبا بماند.
راپانزل که توسط انیماتور ناظر گلن کین ساخته و متحرک شده‌است، بر اساس شخصیت عنوان داستانی عامیانه به همین نام که توسط برادران گریم منتشر شده‌است، ساخته شده‌است. این شخصیت به یک قهرمان کمتر منفعل برای فیلم اقتباس شد.
استقبال انتقادی از راپانزل به‌طور کلی مثبت بوده‌است و منتقدان از شخصیت پرشور، پر جنب و جوش و استقلال او تعریف می‌کنند. راپانزل به عنوان دهمین پرنسس دیزنی، رسماً در ۲ اکتبر ۲۰۱۱ وارد خط تولید شد و به اولین عضو پویانمایی کامپیوتری فرنچایز و اولین شاهزاده اروپایی در ۲۰ سال اخیر تبدیل شد که آخرین آن بل از دیو و دلبر (۱۹۹۱) بود. ظاهر و شخصیت او مقایسه زیادی بین او و یکی از پرنسس‌های قبلی دیزنی آریل از پری دریایی کوچولو (۱۹۸۹) که از او الهام گرفته شده‌است، ایجاد کرده‌است.

## توسعه

### تصور و نگارش
گلن کین، انیماتور دیرینه دیزنی، برای اولین بار در سال ۱۹۹۶ تصمیم گرفت از داستان «راپانزل» توسط برادران گریم در یک فیلم انیمیشن بلند استفاده کند. کین به ایده کارگردانی یک فیلم پویانمایی بر اساس «راپانزل» علاقه‌مند شد، زیرا او به ویژه با مفهوم «شخصی که با این موهبت در درونش به دنیا آمده و باید بیرون آید» مجذوب شده بود که احساس می‌کرد به تجربه کار خودش به عنوان انیماتور در استودیو انیمیشن والت دیزنی مشابه است. کین در نهایت پس از یک حمله قلبی در سال ۲۰۰۸ از سمت خود به عنوان مدیر استعفا داد، و ناتان گرنو و بایرون هاوارد به جای او استخدام شدند. با این حال، کین همچنان درگیر پروژه بود و هم به عنوان تهیه‌کننده اجرایی فیلم و هم به عنوان انیماتور ناظر راپانزل خدمت می‌کرد.
والت دیزنی برای اولین بار تلاش کرد تا «راپانزل» را به مدت کوتاهی پس از انتشار فیلم سفید برفی و هفت کوتوله در سال ۱۹۳۷، در یک فیلم پویانمایی اقتباس کند، اما این پروژه در نهایت به دلیل آن که داستان آن همانند «یک فندق ناشکن و سخت» بود، کنار گذاشته شد. به گفته کین، این عمدتاً به این دلیل بود که بیشتر داستان در یک برج اتفاق می‌افتد. برای غلبه بر این، نویسندگان گیسوکمند مجبور شدند راهی برای «بیرون آوردن راپانزل از برج» ایجاد کنند. در اصل، این فیلم تحت عنوان راپنوزل با موهای بازشده طراحی شد، که کین آن را به عنوان «نسخه‌ای شبیه به شرک» که حول یک مفهوم کاملاً متفاوت می‌چرخید، تعریف کرد. کین دربارهٔ طرح اصلی گفت: «این یک نسخهٔ سرگرم‌کننده، فوق‌العاده، شوخ‌آمیز بود و ما چند نویسنده بزرگ داشتیم. اما در اعماق قلبم معتقد بودم که چیزی بسیار صادقانه‌تر و واقعی‌تر برای بیرون آمدن از داستان وجود دارد، بنابراین آن را کنار گذاشتیم و به ریشه‌های افسانه اصلی بازگشتیم.»
مصاحبه ای با کریستین چنووث، بازیگری که در ابتدا برای نقش راپانزل انتخاب شده بود، نشان می‌دهد که در مقطعی راپانزل قرار بود یک سنجاب باشد. به عنوان کارگردان، گرنو و هاوارد احساس کردند ضروری است که راپانزل به قهرمانی کمتر «منفعل» شبیه باشد نسبت به شکلی که از او در افسانه اصلی به تصویر کشیده شده‌است. «ما می‌دانستیم که این فیلم را برای مخاطبان معاصر می‌سازیم و می‌خواستیم راپانزل به نوعی الگوی واقعی باشد. ما این همه قدرت دختر را می‌خواستیم و واقعاً این داستان را هدایت می‌کردیم، تا او منتظر هیچ چیزی نباشد… او دختر باهوشی است، او این امیدها و رؤیاها را دارد و به آنچه از زندگی می‌خواهد خواهد رسید.» تولید گیسوکمند با شایعاتی مبنی بر اینکه آخرین فیلم پرنسس دیزنی خواهد بود احاطه شد.

### صدا
در سال ۲۰۰۴، کریستن چنووس بازیگر و خواننده ابتدا به عنوان صداپیشگی راپانزل انتخاب شد، در حالی که عنوان فیلم هنوز به کارگردانی کین، راپانزل با موهای بازشده بود. چنووس که قبلاً ضبط دیالوگ برای این نقش را آغاز کرده بود، در مورد شخصیت خود در آن زمان گفت: «من راپانزل هستم، اما راپانزل یک سنجاب است… و من دم خود را به پایین می‌فرستم.» در یک مقطع زمانی، دیزنی به فکر انتخاب ریس ویترسپون برای نقش راپانزل بود. برخی از رسانه‌ها گزارش دادند که چنووس و ویترسپون در واقع نقش اصلی را به اشتراک خواهند گذاشت، در حالی که گاردین گزارش داد که ویترسپون در واقع صدای «دختری مدرن است که دنیای افسانه‌ای راپانزل را به هم می‌زند». علاوه بر این، ویترسپون همچنین قرار بود به عنوان تهیه کننده اجرایی در فیلم خدمت کند، موقعیتی که استودیو به او پیشنهاد داده بود به این امید که این بازیگر را متقاعد کند که این نقش را بپذیرد. با این حال، ویترسپون در نهایت به دلیل اختلافات خلاقانه ادعایی در رابطه با پیشنهادات مربوط به فیلمنامه فیلم، از پروژه خارج شد و ادعا کرد که این پروژه «دیگر آن فیلمی نیست که وی در ابتدا برای انجام آن قرارداد بسته بود.» پس از استعفای ویترسپون، راپانزل برای مدتی از بازیگری خارج شد، و این امر باعث به خطر افتادن تولید فیلم شد، دوره ای که در طی آن صدای شخصیت به طور موقت توسط «دوستان اطراف استودیو» به جای بازیگران زن قانونی ارائه می‌شد.
سازندگان فیلم ترجیح دادند افراد مشهور آ-لیست را برای صداپیشگی شخصیت‌های اصلی فیلم استخدام نکنند. پس از آن، کارگردانان به امید یافتن صدای راپانزل، از جمله بازیگر برادوی، آیدینا منزل، به تست بازیگری از صدها بازیگر زن جوان ادامه دادند، اما هیچ‌کدام کاملاً درست به نظر نمی‌رسید تا اینکه سرانجام مندی مور خواننده و بازیگر را کشف کردند. مور با توصیف فرصت صداپیشگی یک شخصیت دیزنی به عنوان «فانتزی نهایی»، از طرفداران دیرینه فیلم‌های دیزنی بود. در ابتدا، آگاهی از اینکه نقش در آن زمان به شدت دنبال می‌شد، او را از تست بازیگری به نفع اجتناب از ناامیدی منصرف کرد. وقتی مور تصمیم خود را برای تست بازیگری گرفت، این نقش را «تعقیب» کرد و دو بار برای آن تست داد. از آنجایی که این فیلم یک موزیکال است و به بازیگرانی نیاز دارد که هم صدای گفتار و هم صدای آواز شخصیت‌هایشان را ارائه دهند، از همه نامزدها خواسته شد تا یک ترانه را به انتخاب خود به سبک خواننده و ترانه‌سرا اجرا کنند. مور که خود یک خواننده حرفه ای است، با ترانه «کمکم کن» از جونی میچل تست داد. دلانی رز استین، بازیگر خردسال، در نهایت به عنوان بازیگر جوان راپانزل انتخاب شد. به گفته بایرون هاوارد یکی از کارگردانان، مور «روح بزرگی را در صدای خود دارد» و همچنین «کیفیت بی‌آلایشی از دختر همسایه را دارد که او را به هر چیزی که در یک قهرمان دیزنی می‌توان امیدوار بود تبدیل می‌کند.»
مور در ابتدا به محض پیوستن به بازیگران گیسوکمند، نمی‌دانست که این فیلم قرار است پنجاهمین انیمیشن بلند انیمیشن والت دیزنی باشد. از آن زمان، او نادانی خود را با قدردانی دریافت کرد و توضیح داد: «من احساس خوشبختی می‌کنم زیرا اگر می‌دانستم وارد روند ضبط می‌شدم، احتمالاً کمی فشار بیشتری را احساس می‌کردم.» مور با زکری لی‌وای و دونا مورفی که به ترتیب صداهای فلین رایدر و مادر گاتل را ارائه کردند، کار نکرد و هرگز با مورفی ملاقات نکرد و فقط یک بار برای ضبط دوئت شخصیت‌هایشان «حقیقت بر من روشن می‌شود» یکدیگر را ملاقات کردند. مور با وجود انتظارات اولیه که گفته شد «همه ما مثل دوستان خواهیم بود، در استودیو می‌خندیم و با هم برای شام بیرون می‌رویم» از همبازی‌هایش جدا شد. مور تصور چندانی از ظاهر شخصیت او نداشت، زیرا از نظر کمک بصری، فقط طرح‌ها و استوری‌بوردهای خشن و ناقص به او ارائه می‌شد، در حالی که هاوارد و گرنو «همه چیز دیگر را باید توضیح می‌داد». اکثر تصاویر توسط خود مور در ذهن خودش ایجاد شده‌است.
مور فرایند ضبط را چالش‌برانگیز توصیف کرد زیرا کمک بصری کمی به او ارائه شد، و توضیح داد: «تمام کاری که من باید انجام می‌دادم چند طرح بود… اما همچنین سرگرم‌کننده بود زیرا اجازه می‌داد به اعماق تخیل خود بروید.» او همچنین فاش کرد که ایجاد صدای راپانزل صرفاً فرآیندی برای «رها کردن» است. مور غالباً مجبور می‌شد یک خط را در مجموع چهار بار ضبط کند تا اینکه کارگردان‌ها بالاخره نسخه‌ای را بشنوند که از آن راضی بودند. پس از تماشای فیلم کامل شده برای اولین بار، مور از عملکرد خود ناامید شد زیرا احساس می‌کرد که صدای او «خراش» به نظر می‌رسد. به گفته آهنگساز آلن منکن، پیشینه موسیقی مور او را «کار کردن با او را لذت بخش» کرده‌است. مور اجرای شخصیت را در مقایسه با ضبط موسیقی اصلی خود چالش‌برانگیز دانست و توضیح داد: «من نمی‌توانم مثل مندی باشم و چیزی را که لزوماً می‌خواهم بخوانم، زیرا می‌دانی، باید به نوعی بچسبی. به دستورالعمل‌های خاص». او ضبط «زندگی من کی آغاز می‌شود» را به‌ویژه به دلیل سرعتی که مجبور به گفتن برخی کلمات می‌دانست، دشوار می‌دانست، و از منکن و کشف خود راپانزل به عنوان شخصیتی نام می‌برد که او را در این فرایند راهنمایی می‌کند.

### شخصیت و طراحی
جان لستر تهیه‌کننده اجرایی، توضیح داد که «چالش این است که می‌خواهید راپانزل را مانند یک انسان باهوش، تحصیل کرده، سالم و سرگرم‌کننده احساس کنید» علیرغم این واقعیت که این شخصیت ۱۸ سال است که از برج خود خارج نشده‌است. به گفته نیویورک تایمز، شخصیت راپانزل باعث شد تا او از قهرمانان سنتی دیزنی فاصله بگیرد. مندی مور معتقد است که راپانزل یک پرنسس غیر معمول دیزنی است، زیرا او یک شخصیت مستقل است که «می‌تواند از خودش مراقبت کند»، علاوه بر این که تا حد زیادی از این واقعیت غافل است که او یک پرنسس است. مور همچنین راپانزل را به عنوان «پرنسس غیرمتعارف دیزنی» و «یک زن رنسانس» توصیف کرد.

یک رندر مفهومی از راپانزل توسط لیزا کین، که «موی طلایی دلپذیری» را که کین می‌خواست نشان می‌دهد.

انیماتور ناظر، گلن کین، راپانزل را زیر نظر انیماتور کهنه‌کار اولی جانستون، یکی از نه پیرمرد دیزنی طراحی کرد. جانستون پس از بررسی یکی از آزمایش‌های مداد اولیه به کین توصیه کرد که سعی کند آنچه را که راپانزل در حال فکر کردن است به تصویر بکشد، نه اینکه کاراکتر را صرفاً انیمیشن کند. کین دریافت این نصیحت را با دریافت «سیلی که هرگز فراموش نمی‌کردم» مقایسه می‌کند، بنابراین وقتی روی کار مردم می‌کشیدم، واقعاً سعی می‌کردم وارد ذهن شخصیت شوم. کارگردان همکار بایرون هاوارد از حضور آریل در فیلم پری دریایی کوچولو (۱۹۸۹) دیزنی الهام گرفت، شخصیتی که توسط کین نیز پویانمایی شد. هاوارد توضیح داد که «آریل اولین شخصیتی بود که فکر می‌کردم روحی پشت چشمانش وجود دارد… ما امیدوار بودیم این کار را نیز با راپانزل انجام دهیم تا مردم بتوانند خود را با آن پیوند دهند». در همین حال، کین مشاهده کرد که آریل و راپانزل وقتی که با موانعی روبرو می‌شوند که آنها را از دنبال کردن رویاهای خود بازمی‌دارد، دارای روحیات «سرکوب ناپذیر» هستند. کین از کتابی در مورد ایده زیبایی زنانه الهام گرفت. در این کتاب «عجیب بودن» به عنوان «کلید زیبایی در چهره یک زن» ذکر شده‌است. با در نظر گرفتن این موضوع، کین در حین کشیدن راپانزل، حس عدم تقارن را حفظ کرد و چندین نقص ظریف، به‌ویژه دندان‌های خمیده‌اش را در چهره‌اش گنجاند. این شخصیت همچنین کک‌ومک روی صورتش داشت که او را به اولین پرنسس دیزنی با این ویژگی تبدیل کرد. کین راپانزل را با چشمانی درشت طراحی کرد تا «کیفیت سرکوب ناپذیر» را به او منتقل کند، ویژگی که او در صدای مندی مور نیز کشف کرد. راپانزل به عنوان یک پابرهنه به تصویر کشیده شده‌است، و مور در هنگام ضبط خطوطش نیز پابرهنه بود. اگرچه مور برخی از شباهت‌های فیزیکی را بین شخصیت و خودش مشاهده کرده‌است، اما معتقد است که ظاهر راپانزل مدت‌ها قبل از درگیر شدن او با این پروژه شکل گرفته‌است و هر شباهتی را «تصادفی» رد می‌کند.
کین به دلیل پایه‌گذاری شخصیت‌هایش بر اساس اعضای خانواده‌اش شناخته شده‌است. اشتیاق راپانزل به هنر و نقاشی از علایق دخترش کلر الهام گرفته شده بود. چندین طرح و نقاشی اصلی کلر برای تزئین برج راپانزل استفاده شده‌است. در حالی که کین روی گیسوکمند کار می‌کرد، کلر اولین نوه خود، ماتیس را به دنیا آورد که ظاهرش به عنوان الهام بخش انیماتور برای راپانزل نوزاد بود.

#### مو
راپانزل اولین قهرمان انیمیشن دیزنی با موهای بلوند پس از آرورا در زیبای خفته (۱۹۵۹) بود. متحرک سازی موهای او با استفاده از تصاویر کامپیوتری به عنوان چالش برانگیزترین جنبه در روند توسعه گیسوکمند در نظر گرفته شده‌است. بر اساس گزارش لس آنجلس تایمز، گلن کین، انیماتور ناظر، به خاطر ساخت انیمیشن برخی از «بزرگترین موفقیت‌های مو» استودیو انیمیشن والت دیزنی از سال ۱۹۸۹، از جمله آریل از پری دریایی کوچک، دیو از دیو و دلبر (۱۹۹۱) و پوکاهونتس از پوکاهونتس (۱۹۹۵) شناخته شده‌است. هر دو کین و هاوارد نظرات مشابهی در مورد موهای راپانزل بیان کرده‌اند و کین آن را به عنوان «یادآوری دائمی که او این موهبت را دارد» توصیف کرده‌است. به عنوان کارگردان، هاوارد و گرنو به انیماتورها مواد لایو اکشن و ارجاع زیادی ارائه کردند تا از آنها به عنوان الهام بخش ظاهر موهای راپانزل استفاده کنند، مانند اتصال رشته‌های بلند به کلاه بیسبال که آنها به نوبت در استودیو می‌پوشیدند و حرکت می‌کردند. علاوه بر این، آنها زنانی را که چندین سال است موهای خود را کوتاه نکرده بودند، به عنوان مدل زنده استخدام کردند.
دکتر کلی وارد، مهندس ارشد نرم‌افزار از یک رشته شبیه‌سازی مو و فارغ‌التحصیل از دانشگاه کارولینای شمالی، مسئول توسعه نرم‌افزار ویژه ای شد که برای کمک به انیماتورها در متحرک سازی ۷۰ تا ۷۵ فوت مو طراحی شده‌است. وارد فاش کرد که در زندگی واقعی، وزن موهای شخصیت تقریباً ۲۷ کیلو است، «وزنی که در آن یک شخص به همان راحتی که ما به راپانزل در فیلم اجازه می‌دهیم نمی‌تواند حرکت کند». برای سادگی، انیماتورها مجموع ۱۰۰۰۰۰ تار موی منفرد را که روی سر یک انسان معمولی یافت می‌شود به ۱۰۰ تار موی قابل کنترل‌تر برای راپانزل کاهش دادند. به دست آوردن سایه منحصر به فرد اما واقع‌گرایانه بلوند طلایی برای موهای راپانزل نیز برای انیماتورها چالش‌برانگیز ثابت شد.

## ظواهر

### سینما و تلویزیون

#### گیسوکمند (۲۰۱۰)

راپانزل، فلین رایدر، پاسکال و ماکسیموس در گیسوکمند (۲۰۱۰).

راپانزل برای اولین بار در گیسوکمند به عنوان شاهدخت شیرخوار که از یک ملکه متولد شده ظاهر می‌شود. پرنسس با به ارث بردن توانایی‌های شفابخش یک گل جادویی که ملکه بیمار در دوران بارداری بلعیده بود، توسط پیرزنی بیهوده به نام مادر گاتل ربوده می‌شود که از موهایش برای جوان ماندن و زیبایی استفاده می‌کند. گوتل پرنسس را در یک برج منزوی بزرگ می‌کند، که راپانزل از آنجا شاهد رها شدن هزاران فانوس شناور است، غافل از اینکه این فانوس‌ها در واقع روش پادشاهی برای به یاد آوردن او هستند. با فرا رسیدن تولد هجده سالگی‌اش، راپانزل به‌طور فزاینده ای مشتاق ترک برج و دیدن فانوس‌های شناور می‌شود و از دزد تحت تعقیب به نام فلین رایدر باج خواهی می‌کند تا او را در غیاب مادرش به آنجا ببرد. با این حال، گوتل به زودی از نافرمانی راپانزل مطلع می‌شود و آنها را تعقیب می‌کند و یک جفت دزد را استخدام می‌کند تا فلین را ناتوان کنند.
راپانزل و فلین در نهایت به موقع برای مراسم فانوس به پادشاهی می‌رسند. به زودی پس از آن، فلین توسط برادران استابینگ‌تون که در جنایت پیشین خود در جنایت بودند، در کمین قرار گرفت و به پلیس تسلیم شد؛ او قبلاً آنها را در تلاش برای پیشی گرفتن از سربازان پادشاه رها کرده بود و به اعدام محکوم شد. با این حال، قبل از اینکه برادران بتوانند به راپانزل آسیب برسانند، گوتل آنها را بیهوش می‌کند و راپانزل دلشکسته را به برج برمی‌گرداند.
راپانزل در اتاق خواب خود، ناگهان خاطرات ناخودآگاه هویت واقعی خود را به دست می‌آورد و علیه گوتل شورش می‌کند. با این حال، گوتل که مایل به از دست دادن راپانزل نیست، او را به دام می‌اندازد. وقتی فلین فرار می‌کند و برای نجات راپانزل به برج می‌رسد، گوتل او را با چاقو می‌زند. راپانزل که از نجات او ناامید شده قول می‌دهد در ازای آن هر کاری که گوتل بخواهد انجام دهد. گوتل پیروی می‌کند، اما درست قبل از اینکه راپانزل بتواند او را شفا دهد، فلین موهای او را با یک تکه آینه کوتاه می‌کند، که باعث می‌شود قهوه‌ای شود و تمام قدرت جادویی خود را از دست بدهد و در نتیجه گوتل کشته شود. فلین در آغوش راپانزل می‌میرد، اما جادوی گل از طریق اشک‌های راپانزل آشکار می‌شود و فلین را به زندگی بازمی‌گرداند. فلین راپانزل را به قصر بازمی‌گرداند، جایی که او در نهایت با والدینش ملاقات می‌کند.
در پایان فیلم، فلین نام تولد خود، یوجین فیتزربرت را می‌پذیرد و فاش می‌کند که از راپانزل خواستگاری کرده‌است.

#### گیسوکمند تا ابد (۲۰۱۲)

پوستر فیلم کوتاه گیسوکمند تا ابد (۲۰۱۲) که جشن عروسی راپانزل و فلین رایدر را همراه با برخی از مهمانان نشان می‌دهد.

در این فیلم کوتاه ۶ دقیقه‌ای، کل پادشاهی برای ازدواج راپانزل با یوجین آماده می‌شود. مهمانان متعددی از جمله پدر و مادر تولد راپانزل، پادشاه و ملکه، اراذل میخانه و برادران استابینگ‌تون حضور دارند، در حالی که دوستان حیوان آنها پاسکال، آفتاب‌پرست، و ماکسیموس، یک اسب، به ترتیب به عنوان پسر گل و حامل حلقه خدمت می‌کنند. درست همان‌طور که راپانزل موقهوه‌ای به همراه پدرش سفر خود را در راهرو تکمیل می‌کند تا با یوجین متحد شود، ماکسیموس که حلقه‌های ازدواج را روی بالشی در دهان خود حمل می‌کند، به یکی از گلبرگ‌های پاسکال واکنش نشان می‌دهد و عطسه می‌کند. حلقه‌ها را از راهرو بیرون می‌کنند و به خیابان‌های شهر می‌روند.
پاسکال و ماکسیموس در حالی که راپانزل و یوجین سوگندهای عروسی خود را می‌گویند، یواشکی از کلیسای کوچک بیرون می‌روند. پس از تعقیب حلقه‌ها در سراسر پادشاهی و برخورد با موانع متعدد در مسیر، آنها در نهایت موفق می‌شوند آن‌ها را از دسته‌ای از کبوترهای در حال پرواز بدست آورند و در این فرایند با یک کارخانه قیر برخورد می‌کنند. پاسکال و ماکسیموس درست زمانی که اسقف حلقه‌ها را می‌خواهد، به کلیسای کوچک برمی‌گردند. اگرچه راپانزل و یوجین از ظاهر پوشیده از قیر شوکه شده‌اند، با این وجود حلقه‌های خود را رد و بدل می‌کنند و یک بوسه به اشتراک می‌گذارند. ماکسیموس که از تلاش‌های قبلی خود خسته شده‌است، می‌نشیند، کیک عروسی را که روی چرخ‌ها قرار گرفته تکان می‌دهد و باعث می‌شود که در راهرو شروع به حرکت کند.

#### یخ‌زده (۲۰۱۳)
راپانزل و یوجین در روز تاجگذاری السا به صورت کوتاه ظاهر می‌شوند. راپانزل در افتتاحیه بزرگ دروازه جلو نشان داده می‌شود در حالی که آنا در حال اجرا در حال آواز خواندن «برای اولین بار در همیشه» است.

#### سوفیای یکم: نفرین پرنسس آیوی (۲۰۱۴)
راپانزل که توسط طلسم آوالور فراخوانده می‌شود، پرنسس سوفیا و پرنسس امبر را از شکاف نجات می‌دهد و به آنها اجازه می‌دهد از موهای بلوند ۲۱ متری او بالا بروند. او با پرواز به انچانسیا با یکی از اژدهاها، به امبر در مورد عواقب اقداماتش نسبت به سوفیا، در قالب ترانه‌ای با عنوان «همه‌اش را ریسک کن» هشدار داده و به یوجین در آن اشاره می‌کند. سپس او آخرین نصیحت را به آمبر می‌دهد: «اگر واقعاً خواهرت را دوست داری، می‌دانی که وقتی زمانش رسید چه کار کنی» و دوباره به کرونا ناپدید می‌شود. مندی مور نیز نقش خود را در این فیلم تکرار می‌کند.

#### گیسوکمند: پیش از تا ابد (۲۰۱۷)

فیلم گیسوکمند: پیش از تا ابد (۲۰۱۷) شروعی برای مجموعهٔ تلویزیونی سه فصلی ماجراجویی راپانزل گیسوکمند (۲۰۱۷—۲۰۲۰) بود.

راپانزل شش ماه پس از وقایع گیسوکمند در حال تطبیق با زندگی جدید خود به عنوان پرنسس کرونا است. تاج گذاری راپانزل قرار است تا چند روز دیگر انجام شود. پدرش آزادی او را محدود می‌کند و آماده از دست دادن دخترش برای باری دیگر نیست. در میان این همه استرس، در شب ضیافت سلطنتی، یوجین علناً از راپانزل خواستگاری می‌کند، اما او آن را رد می‌کند، زیرا احساس می‌کند مطمئن نیست که آیا علاقه ای به ماندن در قصر پس از ازدواج دارد یا خیر و نیاز به حل و فصل دارد. اول زندگی او در آن شب، بانوی منتظرش، کاساندرا، او را مخفیانه از پادشاهی بیرون می‌کند تا بتواند ذهنش را از مشکلاتش دور کند. وقتی کاساندرا جایی را به او نشان می‌دهد که گل طلایی عرفانی که مادرش و خودش را نجات داده بود، یکی از سنبله‌های صخره‌ای را که حدود یک سال پیش شروع به جوانه زدن کرده بود، لمس می‌کند و باعث می‌شود موهای بلوند ۲۱ متری‌اش رشد کند و تسخیر شود. توانایی‌های جدید داستان در حالی ادامه می‌یابد که او در روز تاجگذاری خود با دشمن شناخته شده پادشاهی روبرو می‌شود و بدون رضایت پدرش از ترک دیوارهای کرونا منع می‌شود. راپانزل در اتاق خوابش مصمم است دفتر خاطراتش را با ماجراهای خودش پر کند و معمای بازگشت معجزه آسای موهایش را حل کند.

#### ماجراهای راپانزل گیسوکمند (۲۰۱۷—۲۰۲۰)
راپانزل در یک مجموعه تلویزیونی پویانمایی سه فصلی ظاهر می‌شود. قسمت اعظم فصل اول بر سر کشف رمز و راز موهای جدیدش و ارتباط آن با میخ‌های صخره‌ای عرفانی است که چند هفته پیش با کمک خانم کاساندرا (که بعداً معلوم شد دختر گوتل است) و دانشمند جوانی به نام واریان کشف کرده بود. علاوه بر این، او تمام تلاش خود را می‌کند که چگونه یک پرنسس خوب و ملکه آینده کرونا باشد، حتی اگر روش‌های ساده‌لوحانه‌اش اغلب او را به دردسر می‌اندازد.

#### رالف اینترنت را خراب می‌کند (۲۰۱۸)
همان‌طور که در نمایشگاه دی۲۳ اکسپو ۲۰۱۷ اعلام شد، راپانزل، در کنار دیگر پرنسس‌های دیزنی، در فیلم رالف اینترنت را خراب می‌کند ظاهر شد.

## بازخورد
منتقدان عموماً نظرات خود را نسبت به فیلم راپانزل مثبت نشان دادند. کریس هویت از رسانهٔ سنت پل پایونیر بیان کرد که این شخصیت یک «دوشیزه درمانده» نیست، در حالی که سارا ویزکاروندو از باکس‌آفیس پرو این شخصیت را یک «قهرمان بدجنس که می‌توانست به کانون پرنسس به شدت محافظت‌شده نفوذ کند» خواند. استیون ویتی از استار لجر به راپانزل لقب «زن جوان نسبتاً توانا» داد. بروس دیونز از نیویورکر نوشت که راپانزل «شوخ‌طبعی و نگرانی‌های هوشمندانه ای دارد»، در حالی که کلودیا پویگ از یواس‌ای تودی اظهار داشت، «راپانزل در ظاهرسازی نوجوانی‌اش قابل باور است». مارجوری بامگارتن از آستین کرونیکل که این شخصیت را «لذت‌آمیز» می‌خواند، نوشت: «راپانزل یک دختر بدجنس است که می‌تواند از خودش دفاع کند». سندی آنگولو چن از کامن سنس مدیا نوشته‌است که راپانزل شخصیتی «بی‌فریب، قوی و زیبا» است که «آنقدر نفس‌گیر و خوب است که وقتی فکر می‌کند تمام امیدش از بین رفته، نمی‌توانید جلوی گریه خود با او را بگیرید.» کتی جاکیچیچ از میلواکی ژورنال سنتینل، راپانزل را قهرمانی «فرهنگ و متکی به خود» توصیف کرد که «می‌تواند خودش را نجات دهد». اسکاتسمن اظهار داشت: «این فیلم [راپانزل] را به دختری بداخلاق و درمانده تبدیل نمی‌کند.» هلن اوهارا از امپایر این شخصیت را «بی‌گناه اما (به ناچار) پر جنب و جوش» توصیف کرد و از این واقعیت لذت برد که راپانزل و فلین هر دو شخصیت‌سازی مناسبی دارند. به‌طور مشابه، ماونتین اکسپرس رابطه راپانزل و فلین را ستود و نوشت: «آنچه که بهترین کار را می‌کند، تعامل بین این دو بازیگر است [...] این شخصیت‌های پویانمایی صراحتاً باورپذیرتر و کاریزماتیک‌تر از شخصیت‌های انسانی در فیلم عشق و دیگر داروها هستند». تاد هرتز از مسیحیت امروز راپانزل را «مفرح، پویا و شگفت‌انگیز» نامید.
جیم شمبری از دی ایج یک نقد بسیار دقیق و مثبت به این شخصیت داد و نوشت:
مسلماً، قلب داستان راپانزل است، یک قهرمان تازه‌کار که از یک زندانی به جوینده‌ای با اراده برای سرنوشت خودش تبدیل می‌شود. شخصیت‌های با موهای بلوند، عمدتاً به دلیل جریان رام-کام‌های فرمولیک که آنها را به عنوان دیتز و پراکنده و سرفصل کلیشه نشان می‌دهند، اخیراً شهرت خوبی نداشته‌اند. با این حال، نگرش بدون چرت و پرت و هوای فعالانه راپانزل به ما یادآوری می‌کند که موهای بلوند را نباید دست کم گرفت. همان‌طور که در گیسوکمند نشان داده می‌شود، راپانزل از اقتدار سرپیچی می‌کند، منی مردانه را خاموش می‌کند و مسیر خود را ترسیم می‌کند. او نه تنها یک الگوی عالی برای کودکان است، بلکه همچنین بلوندی جسور، مستقل و دارای ارزش است که می وست به آن افتخار می‌کرد.— جیم شمبری، دی ایج.